# Euthore
Euthore is een geslacht van libellen (Odonata) uit de familie van de Polythoridae (Banierjuffers).

## Soorten
Euthore omvat 8 soorten:
- Euthore fasciata (Hagen in Selys, 1853)
- Euthore fassli Ris, 1914
- Euthore fastigiata (Selys, 1859)
- Euthore hyalina (Selys, 1853)
- Euthore inlactea Calvert, 1909
- Euthore leroii Ris, 1918
- Euthore meridana Selys, 1879
- Euthore mirabilis McLachlan, 1878